# Paweł Styrna
Paweł Styrna (ur. 4 marca 1971 w Limanowej) – polski prawnik i sędzia, wiceprezes sądu okręgowego w Krakowie, w latach 2021–2022 przewodniczący Krajowej Rady Sądownictwa.

## Życiorys
Absolwent Wydziału Prawa i Administracji Uniwersytetu Jagiellońskiego. Kształcił się podyplomowo w zakresie prawa własności intelektualnej (UJ) oraz ekonomii i prawa gospodarczego (Wydział Zarządzania Uniwersytetu Warszawskiego). Po odbyciu aplikacji sądowej w 1997 zdał egzamin sędziowski. Od 1997 asesor i sędzia w Sądzie Rejonowym dla Krakowa-Podgórza w Krakowie, od 2003 orzekał w Sądzie Rejonowym w Wieliczce (był w nim przewodniczącym Wydziału III Ksiąg Wieczystych oraz wiceprzewodniczącym IV Wydziału Rodzinnego i Nieletnich). Wiele razy ubiegał się o delegację do sądów powszechnych wyższej instancji (trzykrotnie) oraz do sądów administracyjnych (dwukrotnie). W lutym 2018 został delegowany do Sądu Okręgowego w Krakowie, na które to stanowisko został powołany przez ministra sprawiedliwości już po wejściu w skład KRS. Jeden z 368 sędziów, którzy poparli kandydatów do nowej Krajowej Rady Sądownictwa.
29 stycznia 2021 wybrany na przewodniczącego Krajowej Rady Sądownictwa; za jego kandydaturą głosowało 12 członków rady, 5 było przeciw, 6 wstrzymało się od głosu. Po wyborze Styrna zapowiedział, że zrezygnuje ze stanowiska wiceprezesa sądu okręgowego w Krakowie. W 2022 wybrany na kolejną kadencję w KRS. 24 maja 2022 na pierwszym posiedzeniu KRS nowej kadencji ponownie ubiegał się o funkcję przewodniczącego. Przegrał w głosowaniu z Dagmarą Pawełczyk-Woicką.